# تبرک (شرکت)
تبرک یک شرکت تولید کنندهٔ محصولات غذایی است. موسس این شرکت علیرضا بوستانی می باشد. این مجموعه‌ای صنعتی که در سال ۱۳۷۶ با ظرفیت جذب روزانه ۱۲۰ تن گوجه فرنگی در شهرک صنعتی فردوسی مشهد آغاز به کار کرد و هم اکنون شرکت در ایران قرار دارد.
تبرک با داشتن ۸ گروه تولیدی حجم زیادی از بازار غذایی ایران را در اختیار دارد
شرکت تبرک در سال ۱۳۹۴ در بازار سرمایه و بورس تهران وارد شد. حضور نماد تبرک در بازار بورس تهران تبرک در سال۱۳۹۵ بعنوان واحد صنعتی معتبر انتخاب شد.

## پیشینه
شرکت صنایع غذایی تبرک در سال ۱۳۷۷ به دست مهدی در مجیداباد تأسیس شد.

## توی بورس باشیم
نماد تبرک سهمی بود که از سال ۹۸ با تبلیغات گسترده رسانه ملی با (شعار توی بورس باشیم با سهم تبرک) مردم را دعوت به خرید سهم تبرک در بورس کرد. با ریزش بازار سرمایه اولین سهمی به صف فروش رفت. این سهم طی یکسال نیم اخیر حدود۸۷درصد ریزش داشته

## گستردگی
وسعت کارخانه تبرک ۲۰ هکتار است که از بزرگ‌ترین کارخانه‌ها در صنایع کل ایران محسوب می‌گردد. از طرفی، تبرک توانسته‌است با خرید گوجه فرنگی از ۱۰۰۰ کشاورز، یکی از بزرگ‌ترین مشتریان این محصول است.

## برند تبرک
برند تبرک در سال ۱۳۹۵ جزء واحد صنعتی برتر انتخاب شد.